# Canopée
Canopée – specjalistyczny statek typu ro-ro, który będzie służył do przewozu elementów rakiety kosmicznej Ariane 6. Zaprojektowany przez francuską firmę VPLP Design. Częściowo wyposażony kadłub statku został wybudowany w prywatnej, polskiej stoczni Partner Stocznia Sp. z o.o., a wyposażony i testowany będzie w stoczni Neptune Shipyards w Holandii oraz przez przedsiębiorstwo Ayro w Normandii (żaglopłaty Oceanwings).
Statek będzie wykonywał nawet 11 rejsów rocznie na trasie Europa Zachodnia – Gujańskie Centrum Kosmiczne.

## Napęd
Statek będzie napędzany dwoma silnikami Wartsila 6L32DF (4-suwowe, rzędowe, 6-cylindrowe, 320 × 350 mm, 750 obr./min, zasilane skroplonym gazem) produkcji fińskiego przedsiębiorstwa Wärtsilä Oyj Abp. Dodatkowym napędem będą wysokie na 30 metrów, składane żaglopłaty, o łącznej powierzchni 1 450 m², zastosowane po raz pierwszy komercyjnie, które pozwolą na redukcję zużycia paliwa o nawet 15% (3,5 tony paliwa dziennie), a dwutlenku węgla o 30%.
Napęd hydrauliczny dla furty rufowej oraz pokrywy luku do ładowni został zaprojektowany i dostarczony przez inną polską firmę HPTECH Sp z o. o.